# Andriani Karantoni
Andriani Karantoni (Άντρη Καραντώνη) (Larnaca, 24 settembre 1993) è una modella cipriota, eletta Star Cipro 2011 presso il Pavilion Night Spot di Nicosia l'8 luglio 2011, classificandosi dietro a Ortodoxia Panagi, Miss Cipro 2011 e davanti a Kristi-Mari Agapiou e Stefania Konstantinou, rispettivamente terza e quarta classificata.
Al momento dell'incoronazione, Andri Karantoni era una studentessa presso il Dipartimento dell'Università di Cipro e parla fluentemente il greco e l'inglese. La modella ha dichiarato che il suo modello è rappresentato dalla sportiva Carolina Pelendritou. In precedenza aveva già avuto esperienze come modella tramite l'agenzia di moda Diva Models.
Alta un metro e sessantanove, in quanto vincitrice del titolo di bellezza nazionale, Andri Karantoni ha rappresentato Cipro in occasione di Miss Universo 2011, che si è tenuto a São Paulo, in Brasile, il 12 settembre 2011.